# Belgische Vereniging voor Paleontologie
De Belgische Vereniging voor Paleontologie v.z.w. (Engels: Belgian Paleontological Association, Frans: l'Association Belge de Paléontologie), of kortweg BVP genaamd, is een vereniging opgericht in 1977 te Antwerpen en stelt zich tot doel het opwekken van de belangstelling en bevorderen van onderzoek in de paleontologie. De vereniging telt ongeveer 250 leden in binnen- en buitenland.

## Doel
Het doel van de Belgische Vereniging voor Paleontologie is om de paleontologie in België te populariseren bij het grote publiek enerzijds, en om bij te dragen aan wetenschappelijk onderzoek anderzijds. De vereniging tracht om via "Citizen science" oftewel burgerwetenschap, de leden te motiveren om zelf wetenschappelijk onderzoek te verrichten. Ook tracht de vereniging om de professionele en academische wereld een forum aan te bieden waar ze aan een breed publiek hun onderzoeksprojecten kunnen voorstellen.

## Lezingen
De gedurende het werkjaar aangeboden lezingen beslaan de voornaamste paleontologische onderzoeksgebieden die in België en Nederland beoefent worden. Binnen het lezingenaanbod zijn er lezingen die gegeven worden door professionele paleontologen, studenten, academici, leden van de vereniging en amateurpaleontologen. Sommige lezingen zijn zogenoemde 'duolezingen', waarvoor er wordt samengewerkt met aardwetenschappelijke onderzoeksgroepen van Belgische universiteiten. Op deze manier tracht de vereniging de kloof tussen academische wereld en algemeen publiek te verkleinen. Voor de beginnende leden worden ook lezingen voorzien die zonder voorkennis kunnen gevolgd worden.

## Excursies
De excursies die georganiseerd worden door de vereniging hebben als doel om de leden te laten kennismaken met de Belgische geologische en paleontologische rijkdom. Er wordt steeds duiding gegeven bij de geologie, stratigrafie, lithologie en paleo-ecologie van een bepaalde site. Alle leden worden aangemoedigd om op een ethische manier te verzamelen, determineren, en inventariseren. De activiteiten gebeuren binnen het kader van de deontologische erecode voor (amateur)geologen en paleontologen, zoals geformuleerd door de Raad voor Aardwetenschappen (RAW-CST) en onderschreven door de BVP.

## Jeugdwerking
Binnen de vereniging gaat er bijzonder veel aandacht uit naar de junioren en beginners. Onder deze categorie vallen niet enkel minderjarige leden, maar ook alle leden die net beginnen met het beoefenen van paleontologie als hobby. Voor deze leden worden speciale excursies en lezingen ingelast die algemeen toegankelijk zijn.

## Tijdschrift
De BVP geeft een driemaandelijks magazine uit, Spirifer genaamd naar het gelijknamige fossiel. In dit vaktijdschrift staan artikelen over paleontologische sites en bijzondere vindplaatsen in België en de hiermee gerelateerde fossielen. Veel aandacht gaat uit naar paleontologische ontdekkingen binnen een Belgische context. Daarnaast is er ook aandacht voor het onderzoekswerk van binnen- en buitenlandse paleontologen met wie de vereniging goede contacten heeft in het kader van lezingen en excursies. De redactie kan rekenen op een team van reviewers, dit zijn paleontologen uit binnen-en buitenland die alle artikels op zowel inhoud als vorm nalezen.

## Publicaties
Sinds 1977 is een aanvang gemaakt met een publicatiereeks, getiteld "Geschiedenis van het Leven", waarin de onderzoeksresultaten van de BVP in samenwerking met de universiteiten van Antwerpen en Gent zijn opgeschreven. Twee van de auteurs van deze reeks, Prof. Dr. Robert Marquet en Prof. Dr. Joris Geys, zijn hoogleraar en werkzaam op onder meer het Koninklijk Belgisch Instituut voor Natuurwetenschappen (KBIN) te Brussel.